# Nigou
Nigou (kinesiska: 泥沟, 泥沟乡) är en socken i Kina. Den ligger i provinsen Henan, i den centrala delen av landet, omkring 98 kilometer öster om provinshuvudstaden Zhengzhou. Antalet invånare är 41 381. Befolkningen består av 20 872 kvinnor och 20 509 män. Barn under 15 år utgör 27,0 %, vuxna 15-64 år 63 %, och äldre över 65 år 8,0 %.
Genomsnittlig årsnederbörd är 702 millimeter. Den regnigaste månaden är juli, med i genomsnitt 190 mm nederbörd, och den torraste är januari, med 5 mm nederbörd.